# Løsen
Et løsen er et kodeord, f.eks. brugt ved indgang til en borg.
Maritimt er der behov for at en nations krigsskibe kan identificere sig for hinanden. Dansk løsen var tidligere således tre kanonskud.